# Carl Ludewig Johannes Königs
Der  Tischler Carl Ludewig Johannes Königs (* 4. Dezember 1808 in Hamburg; † 26. Dezember 1869 ebenda) war im 19. Jahrhundert ein Mitglied der Hamburgischen Bürgerschaft.

## Leben
Königs war 1850 Ältester der deutschkatholischen Gemeinde, gehörte der Hamburger Konstituante an und war von 1859 bis 1865 Mitglied der Hamburgischen Bürgerschaft.